# Euthyneura gyllenhali
Euthyneura gyllenhali är en tvåvingeart som först beskrevs av Zetterstedt 1838.  Euthyneura gyllenhali ingår i släktet Euthyneura och familjen puckeldansflugor. Arten är reproducerande i Sverige. Inga underarter finns listade i Catalogue of Life.